# Universitat de Teheran
La Universitat de Teheran, UT (persa: دانشگاه تهران), és la universitat més destacada de Teheran, Iran. A partir del seu pedigrí històric, sociocultural i polític, així com del seu perfil d'investigació i docència, UT ha estat sobrenomenada «la Universitat Mare de l'Iran» (persa: دانشگاه مادر). En els rànquings internacionals, UT ha estat classificada com una de les millors universitats de l'Orient Mitjà i es troba entre les millors universitats del món. També és el principal institut productor de coneixement entre tots els països de l'Organització de Cooperació Islàmica. La universitat ofereix més de 111 programes de grau, 177 programes de màster i 156 programes de doctorat. Molts dels departaments van ser absorbits a la Universitat de Teheran des de la Universitat d'Istanbul establerta el 1851 i l'Escola de Ciències Polítiques de Teheran establerta el 1899.
El campus principal de la universitat es troba a la part central de la ciutat. No obstant això, altres campus es troben repartits per la ciutat i també als suburbis, com ara el campus de Baghe Negarestan a la part central-est de la ciutat, els campus d'Amirabad del nord a la part central oest de la ciutat i el campus d'Abureyhan al suburbi de la capital. La porta principal de la universitat amb el seu disseny específic i arquitectura moderna (al carrer Enghelab al campus principal) és el logotip de la universitat i, en un sentit més general, un logotip de l'educació a l'Iran. La universitat és una de les atraccions de la ciutat, que acull molts esdeveniments internacionals i culturals que atrauen el món acadèmic, turistes estrangers i residents locals. La festa major de les oracions del divendres de la capital se celebra al campus principal de la universitat cada divendres.

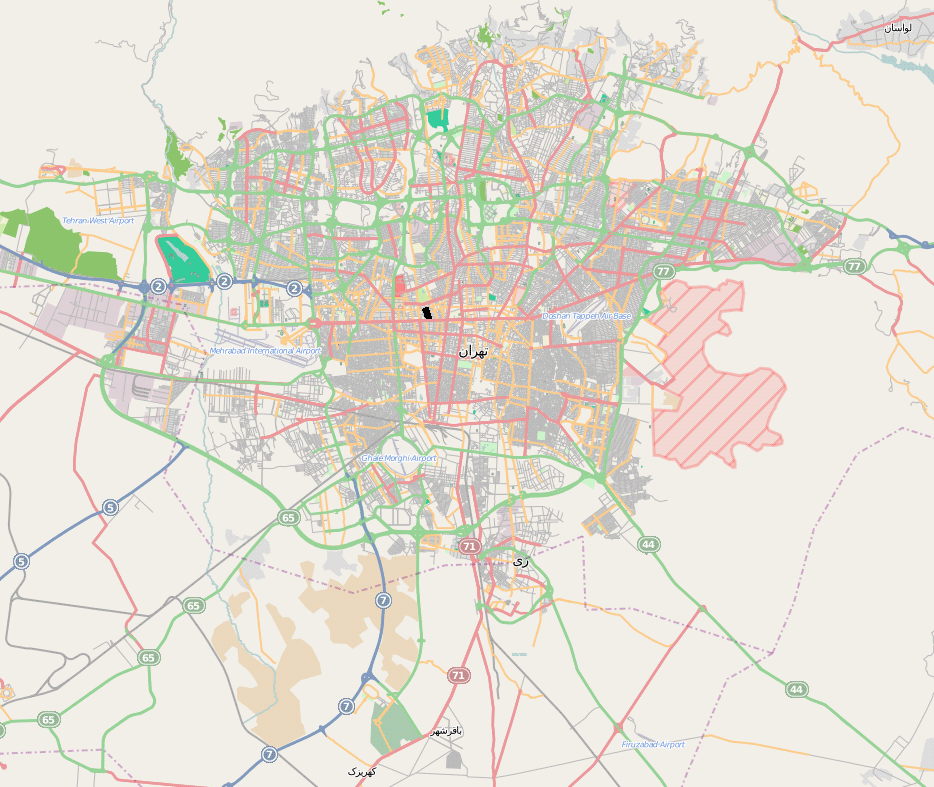
Mapa de la Universitat de Teheran a Teheran (en negre)

L'admissió als reconeguts programes de grau i postgraus de la universitat és molt competitiva i està limitada a l'u per cent superior d'estudiants que aproven l'examen nacional d'accés universitari que administra anualment el Ministeri de Ciència, Recerca i Tecnologia.